# Yoshiyuki Kōno
Yoshiyuki Kōno (japanisch 河野 義行 Kōno Yoshiyuki; geboren am 3. Februar 1950 in Toyohashi, Aichi) ist ein Überlebender des Matsumoto-Vorfalls, eines Sarin-Angriffs, der am Abend des 27. Juni 1994 und am folgenden Morgen in Matsumoto, Nagano, Japan, stattfand und acht Menschen tötete und viele weitere erkranken ließ.
Kōno, ein Maschinenverkäufer, lebte neben dem Ort, an dem Mitglieder von Aum Shinrikyo das modifizierte Fahrzeug mit dem tödlichen Nervengas abstellten. Obwohl seine Frau Sumiko zu den Opfern gehörte, die vergast wurden und zu dieser Zeit bewusstlos war, betrachtete die ermittelnde Polizei von Nagano Kōno als Hauptverdächtigen, da sie sein Grundstück als den Ursprungsort des Sarins ansah. Es stellte sich später heraus, dass Kōno zwanzig Chemikalien in seinem Haus gelagert hatte, die er für die Fotoverarbeitung, Töpferei und Pestizide gekauft hatte. Sarin konnte jedoch nicht aus diesen Chemikalien synthetisiert werden, und Kōno hatte nicht die Qualifikationen und das chemische Fachwissen, um es herzustellen. Der Historiker Keiichi Tsuneishi behauptete fälschlicherweise in der Asahi Shimbun, dass Sarin aus Organophosphor-Pestiziden hergestellt werden könne.
Nach dem größeren Angriff in der Tokioter U-Bahn im Jahr 1995 wurde Kōno von jeglichem Verdacht befreit.
Kōno beteiligte sich später an vielen Medienveranstaltungen zur Verteidigung von Aum und argumentierte, dass er seit der Zeit, als er zu Unrecht mit dem Vorfall in Verbindung gebracht wurde, erkannte, wie anfällig unschuldige Opfer für Medienhasskampagnen sind. Unter Verweis auf seine eigenen Erfahrungen mit der Medienbranche und der Polizei zog er Parallelen zu unschuldigen Aum-Mitgliedern, die öffentlicher Ausgrenzung und unsanften Eingriffen in ihr Privatleben ausgesetzt waren, die größtenteils durch die sensationslüsterne Medien erzeugte Ängste anstelle von tatsächlichem Schuld nachgewiesen wurden.
Zusammen mit Yoshihiro Yasuda, einem erfahrenen Anwalt, der während seiner Verteidigung von Aum-Gründer Shoko Asahara verhaftet wurde, setzte er sich auch gegen die Todesstrafe ein und hielt Reden und Vorlesungen, in denen er die Auswirkungen des japanischen Justizsystems auf Verdächtige und zu Unrecht Beschuldigte sowie die sozialen Auswirkungen auf Verwandte und Bekannte erklärte.
Kōnos Frau Sumiko, die zuvor Musiklehrerin für elektronische Orgel war, blieb bis zu ihrem Tod am 5. August 2008 im Alter von 60 Jahren bewusstlos und hinterließ ihren Ehemann, ihren zwei Töchtern und einem Sohn.